# Grant Heslov

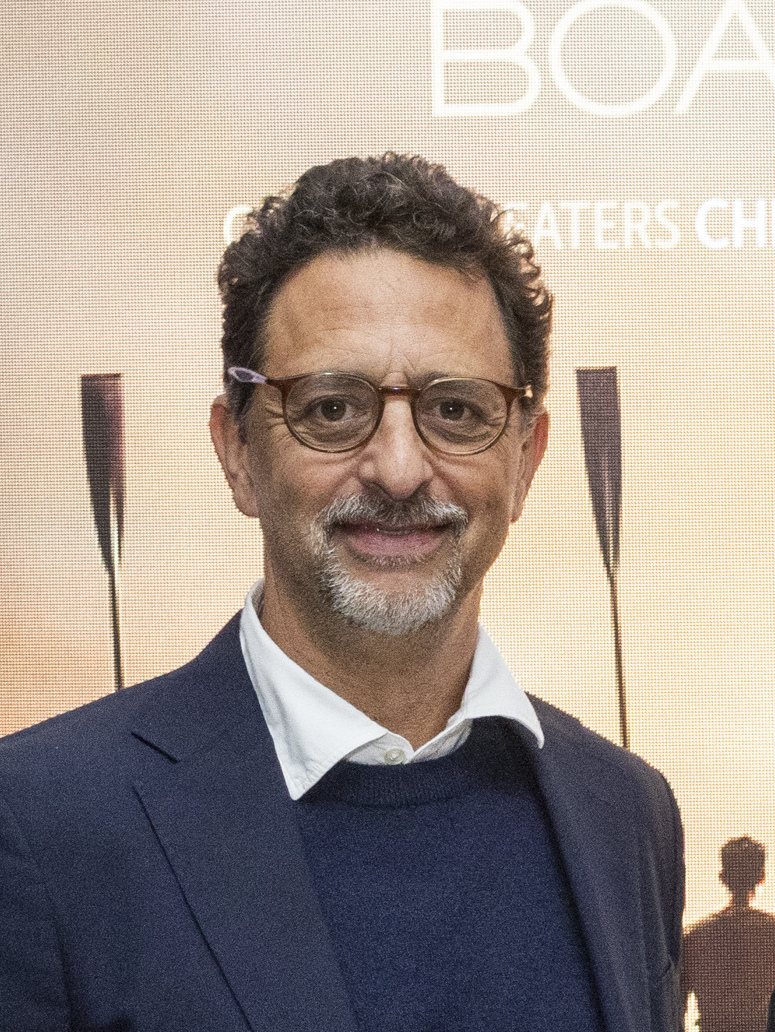
Grant Heslov (2023)

Grant Heslov (* 15. Mai 1963 in Pittsburgh, Pennsylvania) ist ein US-amerikanischer Schauspieler, Regisseur, Drehbuchautor, Produzent und Oscar-Preisträger.

## Leben und Wirken
Grant Heslov ist seit den frühen 1980er Jahren als Schauspieler tätig. Von Beginn seiner Karriere bis in die 1990er Jahre hinein war er vornehmlich im Fernsehen als Gaststar verschiedenster Serien zu sehen. Aber er übernahm auch kleinere Rollen in Kinoproduktionen, wie etwa in Staatsanwälte küßt man nicht von 1986.
Sein Debüt als Regisseur gab er 1998 mit dem Kurzfilm Waiting for Woody, für den er auch das Drehbuch verfasste. 2002 inszenierte er die Komödie Par 6 und 2005 drehte er fünf Episoden der Fernsehserie Unscripted. Im gleichen Jahr verfasste Heslov das Drehbuch zum Film Good Night, and Good Luck, an dem auch dessen Regisseur George Clooney beteiligt war. Heslov war auch als Produzent für diesen Film tätig. Gemeinsam waren Heslov und Clooney hierfür in zwei Kategorien für den Oscar nominiert. Zudem wurden sie für das Drehbuch 2005 mit dem Satellite Award ausgezeichnet und sie erhielten auf den Filmfestspielen von Venedig Osella für das beste Drehbuch. 2006 gründete Heslov zusammen mit George Clooney die Firma Smokehouse Pictures, über welche sie fortan Filme produzieren. 2013 gewann er, zusammen mit seinen Co-Produzenten Ben Affleck, der auch Regie führte, und George Clooney für Argo einen Oscar in der Kategorie Bester Film.
Neben Kinofilmen war er 2009 und 2010 als Regisseur auch für die Nespresso-Werbespots mit George Clooney und John Malkovich verantwortlich.

## Filmografie (Auswahl)

### Schauspieler
- 1985: Die Abenteuer der Natty Gann (The Journey of Natty Gann)
- 1985: Blind Rage (The Boys Next Door)
- 1986: Staatsanwälte küßt man nicht (Legal Eagles)
- 1988: Scharfe Kurven (Dangerous Curves)
- 1988: Sunset – Dämmerung in Hollywood (Sunset)
- 1988: Daddy’s Cadillac (License to Drive)
- 1989: Heart Power (Catch Me If You Can)
- 1990: Crisis (Vital Signs)
- 1991: Columbo: Tödliche Liebe (Columbo and the Murder of a Rock Star, Fernsehreihe)
- 1992: Operation Kleinhirn (Revenge of the Nerds III: The Next Generation)
- 1994: True Lies – Wahre Lügen (True Lies)
- 1995: Congo
- 1996: Black Sheep
- 1996: The Birdcage – Ein Paradies für schrille Vögel (The Birdcage)
- 1997: Dante’s Peak
- 1997: Midnight Man – Killer der Regierung (Dead by Midnight)
- 1998: Waiting for Woody
- 1998: Der Staatsfeind Nr. 1 (Enemy of the State)
- 1999: Clubland
- 2000: It’s a Shame About Ray
- 2000: Akte X – Die unheimlichen Fälle des FBI (Fernsehserie) (S08E07 „via negativa“ – Dr. Andre Bormanis)
- 2002: Bug
- 2002: The Scorpion King
- 2004: Nobody’s Perfect
- 2005: Good Night, and Good Luck
- 2005: The Big Empty
- 2008: Ein verlockendes Spiel (Leatherheads)
- 2012: Lost Angeles
- 2014: Monuments Men – Ungewöhnliche Helden (The Monuments Men)
- 2019: Catch-22 (Miniserie, 4 Episoden)

### Regie
- 1998: Waiting for Woody (Kurzfilm)
- 2009: Männer, die auf Ziegen starren (The Men Who Stare at Goats)
- 2019: Catch-22 (Miniserie, 2 Episoden)

### Drehbuch
- 1998: Waiting for Woody (Kurzfilm)
- 2005: Good Night, and Good Luck
- 2011: The Ides of March – Tage des Verrats (The Ides of March)
- 2014: Monuments Men – Ungewöhnliche Helden (The Monuments Men)
- 2017: Suburbicon

### Produzent
- 2005: Good Night, and Good Luck
- 2008: Ein verlockendes Spiel (Leatherheads)
- 2009: Männer, die auf Ziegen starren (The Men Who Stare at Goats)
- 2010: The American
- 2011: The Ides of March – Tage des Verrats (The Ides of March)
- 2012: Argo
- 2013: Im August in Osage County (August: Osage County)
- 2014: Monuments Men – Ungewöhnliche Helden (The Monuments Men)
- 2015: Die Wahlkämpferin (Our Brand Is Crisis)
- 2016: Money Monster
- 2017: Suburbicon
- 2020: The Midnight Sky
- 2021: The Tender Bar
- 2022: Ticket ins Paradies (Ticket to Paradise)
- 2023: The Boys in the Boat
- 2024: Wolfs